# Elaphoglossum angustissimum
Elaphoglossum angustissimum là một loài thực vật có mạch trong họ Lomariopsidaceae. Loài này được (Fée) C. Chr. mô tả khoa học đầu tiên năm 1926.